# Александер, Долорес
Долорес Александер (англ. Dolores Alexander; 10 августа 1931, Ньюарк, Нью-Джерси — 13 мая 2008, Палм-Харбор, Флорида) — лесбиянка, феминистка, писательница и репортер. Александер была единственным исполнительным директором Национальной организации женщин (NOW), ушедшим в отставку из-за гомофобных убеждений в начале создания NOW.
Вместе с Джилл Уорд она была одним из основателей феминистского ресторана Mother Courage (рус. «Мужество матери»).
До самой своей смерти в 2008 году она продолжала верить в необходимость движения за права женщин в наше время, заявляя: «Это фанатизм, и я не знаю, можно ли его искоренить».

## Биография
Долорес Александр родилась в Ньюарке, штат Нью-Джерси, где посещала католическую школу.
В 1961 году она окончила Городской колледж Нью-Йорка со степенью бакалавра искусств по языку и литературе. В выпускном классе она 10 месяцев работала в The New York Times в качестве репортера-стажера, приобретая опыт в журналистике и впервые столкнувшись с сексизмом в сфере новостей: во время подачи заявлений на вакансии в Times её не взяли на должность «копировальщицы» сотрудника-мужчины, потому что это «вызвало бы революцию в редакции». После окончания колледжа она работала репортером, редактором и шеф-бюро в газете Newark Evening News в 1961—1964 годах. Затем она работала репортером, редактором и помощником редактора по работе с женщинами в газете Newsday, а также писала статьи для журнала выходного дня до 1969 года.

### Феминизм
До этого момента я всегда чувствовала себя чудачкой, единственным человеком, который не в ладах с окружающим миром. Я знала, что нам нужно женское движение. Это то, чего я ждалаДолорес Александер, 2007 год
В 1966 году, работая в газете Newsday, Долорес Александер наткнулась на пресс-релиз, объявляющий о создании новой организации по защите прав женщин — Национальной организации женщин (NOW). Она взяла интервью у Бетти Фридан и, имея опыт работы в СМИ, стала председателем подкомитета по мониторингу Национальной целевой группы по изучению образа женщин в СМИ. В 1969 году она стала первым исполнительным директором NOW. Она основала штаб-квартиру в Нью-Йорке и работала редактором национального информационного бюллетеня NOW, NOW Acts. Она предложила оплачивать взносы в размере 5 долларов для женщин, которые не могли позволить себе стать членами организации, и выступила инициатором кампании по увеличению членства по всей стране.
В мае 1970 года она ушла с поста директора в знак протеста против якобы гомофобной практики и политики NOW. Даже в более зрелые годы она продолжала испытывать недовольство по поводу негативного отношения к словам «лесбиянка» и «феминистка» в ранней организации, считая, что эти термины использовались как «оружие», чтобы «подмять под себя членов NOW».
Долорес Александер продолжала читать лекции о правах женщин и сотрудничала с New Feminist Talent Collective, который был создан Жаклин Себаллос для предоставления услуг ораторов о женском движении. Она стала соучредителем и организатором организации «Женщины против порнографии» и сотрудничала с нью-йоркскими радикальными феминистками.
Долорес Александер была членом правления Национальной ассоциации за отмену законов об абортах, членом консультативного совета нью-йоркского отделения NOW и состояла в женском клубе «Нью-Йоркская газета». Долорес Александр была заметной фигурой в многочисленных событиях женского движения. Она помогла положить конец практике гендерно-сегрегированных объявлений в газете The New York Times, была свидетелем лесбийской чистки в Национальной организации женщин, участвовала в Национальной женской конференции 1977 года в Хьюстоне и в Четвёртой всемирной конференции ООН по положению женщин в Пекине в 1995 году.

### Mother Courage
В мае 1972 года Долорес Александер и Джилл Уорд открыли Mother Courage («Мамаша Кураж»), первый феминистский ресторан в США, в Гринвич-Виллидж, Нью-Йорк. Расположенный на 342 West 11th Street, ресторан был назван в честь главной героини одноимённой драмы Бертольта Брехта. Поскольку у двух женщин не было опыта работы в ресторанах, они заняли деньги у нескольких друзей-феминисток и коллег, чтобы отремонтировать старую закусочную под названием Benny’s Soda Luncheonette and Delicatessen. С помощью многочисленных друзей и отца Уорд Александер и Уорд полностью переделали помещение и превратили его в совершенно новый ресторан.
Каждый вечер в течение первых двух недель после открытия Mother Courage, по словам Уорд и Александер, их ресторан был почти полностью заполнен на ужин. В своем пресс-релизе они объяснили, что «…Mother Courage стал местом тусовки и сбора феминисток по всему городу. Женщины чувствовали себя комфортно, приходя на ужин в одиночестве, уверенные, что встретят по крайней мере ещё одного человека, которого знают и с которым могут поужинать». Этот комфорт был связан с тем, что, хотя технически ресторан был общим для всех, приоритет отдавался женщинам. После того как в 1973 году Mother Courage получила лицензию на продажу пива и вина, Джойс Винсон (одна из последующих управляющих ресторана) объяснила, что, будучи феминисткой, она давала первый глоток вина только женщинам, даже если их сопровождали гости-мужчины. Чеки также размещались на равном расстоянии от обедающих, чтобы не возникало никаких предположений о том, кто будет платить за еду. Однако не только посетители ресторана сталкивались с этой феминистской этикой. В Mother Courage следили за тем, чтобы каждый работник получал одинаковую зарплату, и обеспечивали ротацию сотрудников на каждой должности, чтобы «каждая женщина понимала проблемы каждой другой женщины».
19 мая 1975 года Mother Courage отпраздновала свой третий день рождения, устроив фуршет с шампанским и тортом в форме символа Венеры. Было приглашено более 100 гостей (многие из которых — известные феминистки), включая Глорию Стайнем, Одре Лорд, Кейт Миллетт и других. Несмотря на то, что Mother Courage проработала всего до 1977 года, она вдохновила многие другие феминистские рестораны открываться по всей стране. Автор Люси Комисар однажды описала Mother Courage как «больше, чем ресторан, это часть общественного движения».
Записи Долорес Александер хранятся в коллекции Софии Смит в колледже Смита и в библиотеке Шлезингера в Гарвардском университете. По мере ухудшения здоровья она отошла от внимания к движению, предпочитая наблюдать за тем, как новое поколение активистов «ведет за собой перемены».
13 мая 2008 года Долорес Александер умерла в Палм-Харборе, штат Флорида.